# Conrad Editora
La Conrad Editora (nota anche come Conrad) è una casa editrice brasiliana, generalmente nota come una delle più popolari case distributrici di manga e manhwa in lingua portoghese brasiliana.

## Pubblicazioni

### Manga
- Absolute Boyfriend, con il nome di Zettai Kareshi: O Namorado Perfeito
- Adolf (2006-2007)
- Bambi and Her Pink Gun, con il nome di Bambi(2006)
- Battle Royale
- Blade of the Immortal, con il nome di Blade - A Lâmina do Imortal
- Budda, con il nome di Buda (2005)
- Dr. Slump
- Dragon Ball
  - Edizione definitiva (2005-in corso)
- Fushigi yûgi
- Gon (2003-in corso)
- MegaMan NT Warrior
- Neon Genesis Evangelion (annullato)
- Evangelion Iron Maiden, con il nome di Neon Genesis Evangelion: The Iron Maiden 2nd (2006-annullato)
- One Piece
- Paradise Kiss
- Saint Seiya - I Cavalieri dello zodiaco, con il nome di Cavaleiros do Zodíaco
- Saint Seiya - Episode G, con il nome di Cavaleiros do Zodíaco Episódio G (2005-in corso)
- Slam Dunk
- Speed Racer: The Original Manga
- Uzumaki
- Vagabond, con il nome di Vagabond: A História de Musashi

### Manhwa
- Angry
- Banya: The Explosive Delivery Man
- Dangu
- Gui
- Model
- Ragnarök (2004-in corso)
- Chonchu, con il nome di Chonchu O Guerreiro Maldito